# Els Callens
Els Callens (Antwerpen, 1970. augusztus 20. –) belga teniszezőnő. 1990-ben kezdte profi pályafutását, legjobb világranglista-helyezését 1997 februárjában érte amikor negyvenharmadik volt. Egyéniben tizenegy, párosban tíz ITF-tornát nyert. A Sydneyben rendezett olimpiai játékokon, Dominique van Roost társaként bronzérmes lett a páros versenyben.

## Év végi világranglista-helyezései
| Év       | 1990 | 1991 | 1992 | 1993 | 1994 | 1995 | 1996 | 1997 | 1998 | 1999 | 2000 | 2001 | 2002 | 2003 | 2004 | 2005 |
| Helyezés | 335. | 173. | 268. | 189. | 130. | 84.  | 48.  | 104. | 94.  | 81.  | 107. | 160. | 67.  | 74.  | 122. | 221. |